# Icander
Icander, av företaget skrivet ICAnder, var en seriefigur som publicerades i Ica-tidningen på 1940-talet under tiden innan självbetjäningen slog igenom i livsmedelsbutikerna. Serien gick under namnet "Varför är Icander så glad?", tecknades av Guy Sandvik och handlade om hur butiksbiträdet Icander förbättrade försäljningen i sin butik på olika sätt, till exempel att personalen får plugga på produktkunskap, och avslutades alltid med frasen "Därför är Icander så glad!". Icander hette under en viss tid Icanders, med betoning på anders. 
År 1971 återanvändes namnet då reklamfiguren Icander (och senare även hans fru Monica) skulle representera Ica. Dessa levde kvar in på 1980-talet och blev under en tid kanske Sveriges mest igenkända reklamfigur. Icander var vanligast och syntes överallt i alla Ica:s butiker. Förebilden till 1970-talets Icander var skådespelaren Sune Mangs.